# Maison (La Chaise-Dieu, rue des Casernes)
La maison rue des Casernes est une maison située sur la commune de La Chaise-Dieu, dans le département français de la Haute-Loire en région Auvergne-Rhône-Alpes.

## Situation
La maison est située rue des Casernes sur la commune de La Chaise-Dieu dans le département de la Haute-Loire, en région Auvergne-Rhône-Alpes.

## Description
La maison, édifiée au XIIe siècle, présente une caractéristique distinctive au premier étage, au-dessus de la porte d'entrée : une fenêtre géminée en plein cintre confectionnée en grès, reposant sur trois colonnettes. La colonnette centrale est constituée d'un fût monolithe, tandis que les colonnettes aux extrémités prennent appui sur les montants du mur, composées de trois tambours qui s'alignent avec les pierres du mur. Les chapiteaux, sculptés de manière rudimentaire, arborent des feuilles plates recourbées en forme de volute. Une double archivolte ornée d'un cordon de billettes surplombe ces fenêtres et se prolonge jusqu'à deux fragments de corniche.

## Protection
La fenêtre geminée est inscrite au titre des monuments historiques par arrêté du 26 mars 1934.